# Sommer-Paralympics 2008/Teilnehmer (Slowenien)
| stlisierte Goldmedaille | stlisierte Silbermedaille | stlisierte Bronzemedaille |
| ----------------------- | ------------------------- | ------------------------- |
| —                       | 1                         | 2                         |

Slowenien nahm mit 30 Athleten in sieben Sportarten an den Sommer-Paralympics 2008 im chinesischen Peking teil.
Damit war dies die bislang größte eigenständige slowenische Mannschaft bei Paralympischen Sommerspielen. Fahnenträger beim Einzug der Mannschaft war der Schütze Franc Pinter.

## Medaillen

### Medaillenspiegel
| Medaillenspiegel Slowenien |          |                              |                           |                           |        |
| Platz                      | Sportart | Goldmedaille – Olympiasieger | Silbermedaille – 2. Platz | Bronzemedaille – 3. Platz | Gesamt |
| 1                          | Schießen | -                            | -                         | 1                         | 1      |
| Total                      | Total    | -                            | -                         | 1                         | 1      |

### Medaillengewinner

#### Bronze
| Name         | Sportart | Wettkampf                        |
| ------------ | -------- | -------------------------------- |
| Franc Pinter | Schießen | Luftgewehr 10 Meter (SH1) Männer |

## Teilnehmer nach Sportart

### Leichtathletik
- Tatjana Majcen Ljubic

### Schießen
- Franc Pinter
Männer, Luftgewehr 10 Meter (SH1): Bronze

### Tischtennis
- Mateja Pintar